# Graafschap Edessa
De historische provincie Edessa was van 300 v.Chr. tot 1637 een landstreek, stad en vorstendom in het geografische gebied van Boven-Mesopotamië, met een rijke cultuur, onder verschillende heerschappij, tegenwoordig de in Turkije gelegen stad en provincie Şanlıurfa.
Het is korte tijd een zogenaamde Kruisvaardersstaat geweest, een later bedachte naam voor enkele gebieden in het zogenaamde Heilige Land die met militair geweld onder heerschappij waren gebracht van militaire bondgenoten van de Rooms-Katholieke kerk.

## Ligging
De landstreek Edessa strekte zich uit aan weerszijden van de bovenloop van de Eufraat in de vruchtbare laagvlakten in het noorden van het toenmalige Mesopotamië, op de huidige grens tussen Turkije en Syrië. Het werd door de vorstendommen Antiochië en Cilicisch Armenië van de Middellandse Zee gescheiden. Hoofdstad was Edessa.
De voornaamste lenen van het graafschap waren Turbessel, Bira (vandaag Biredjik), Marach en Melitene (nu Malatya).

## Geschiedenis
In 1031 werd de stad met geweld ingenomen door legers van het Byzantijnse Rijk op de Arabische bewoners. In 1077 werd het ingenomen door de Armeniër Philaretos Brachamios. Deze creëerde daarmee een rijkje dat zich uitstrekte van Antiochië tot over de Eufraat. De nieuwe situatie vormde een doorn in het oog van de Seltsjoeken, die het centrale deel van het huidige Turkije beheersten. Snel veroverden zij het grootste deel van Philaterios' landen, en lieten hem slechts Marach. Edessa viel in 1086 in hun handen.
In 1095 kon Thoros, oud-luitenant van Philaterios, het Seltsjoekse garnizoen in de citadel van Edessa uitschakelen, waarna hij zich meester maakte van de stad. Hij wist weerstand te bieden aan de daaropvolgende aanvallen van de Seltsjoeken.

### Machtsovername Rooms-Katholieke kerk en bondgenoten

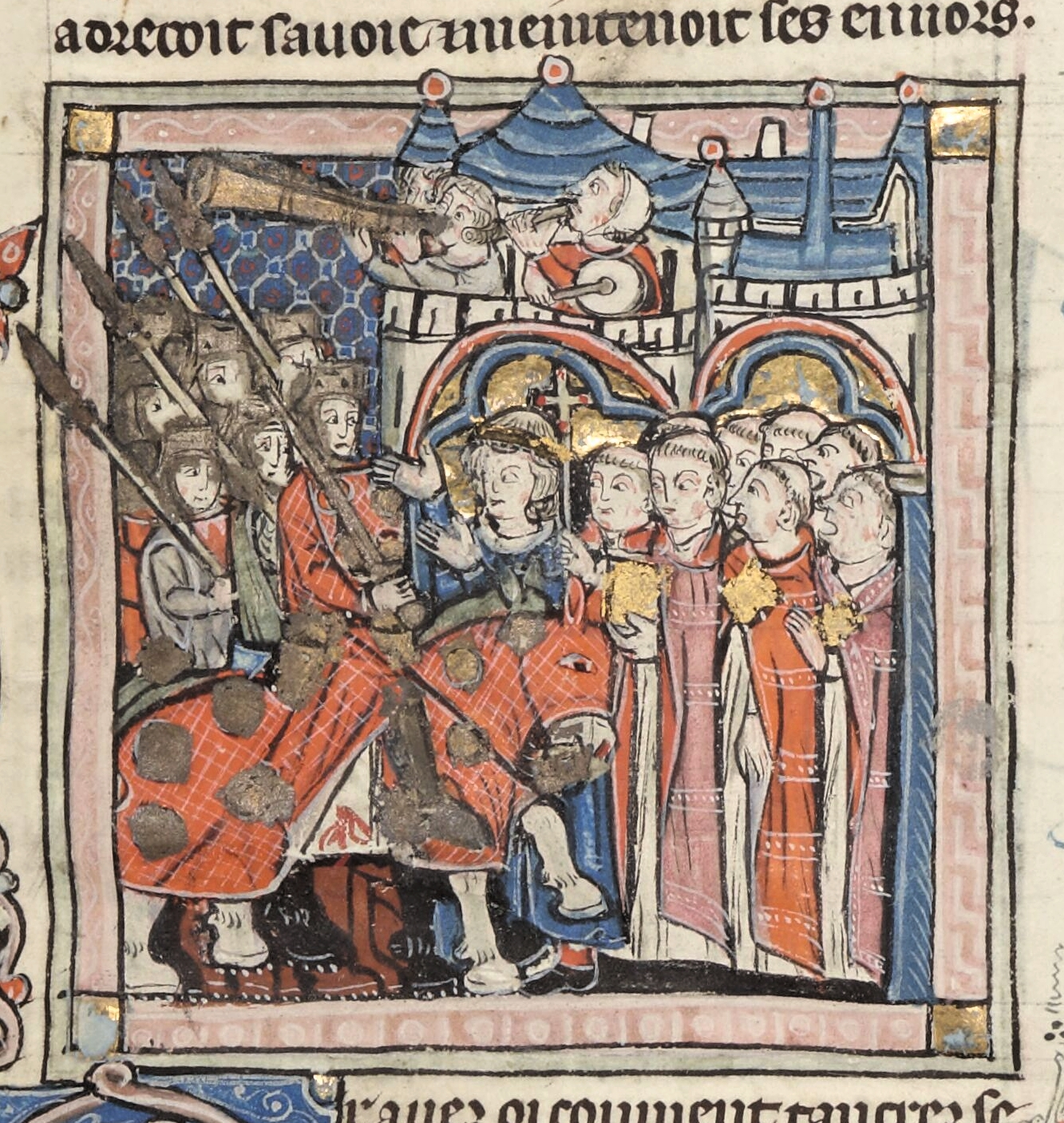
Aankomst in Edessa van hertog Boudewijn

Omstreeks 1095 hadden in het nabijgelegen Antiochië legers van de Rooms-Katholiek kerk en haar bondgenoten een machtsovername afgedwongen. Thoros verzocht hen om hulp. Boudewijn van Boulogne, broer van Godfried van Bouillon, ging op het verzoek in, liet zijn leger Edessa innemen en verplichtte Thoros om hem als zijn opvolger te benoemen. Thoros zelf vond kort daarna, op 9 maart 1098, de dood tijdens een opstand, misschien met medeweten van Boudewijn van Boulogne, die zelf graaf van Edessa werd.
Boudewijn slaagde erin om de bevolking voor zich te winnen, in de eerste plaats door zich een Armeense tot vrouw te nemen (een politiek die door zijn twee opvolgers zou worden gevolgd), maar ook door het succesvol terugslaan van de Seltsjoeken. Zo kon hij zijn domein uitbreiden tot aan de oevers van de Eufraat, en hij droomde er reeds van om de regio Diyarbakır en vervolgens Mosoel in te lijven, toen hem het bericht bereikte dat zijn broer Godfried gestorven was. Deze had ondertussen het koninkrijk Jeruzalem gesticht, maar nu was de troon vacant, en Boudewijn vertrok spoorslags om de opvolging op te eisen. Edessa liet hij aan zijn neef Boudewijn van Bourcq.

Kaart van zogenaamde "kruisvaardersstaten", met rechtsboven Edessa

Boudewijn II zette de politiek van zijn voorganger verder. Hij knoopte betrekkingen aan met de Armeense heersers van Marach en Melitene (Malatya) in het noorden, en wist hen zijn soevereiniteit op te leggen; en hij richtte zijn blik zuidwaarts naar Harran, eerste etappe op de weg naar Mosoel. De Slag bij Harran in 1104 stelde echter meteen een einde aan dat streven, en Boudewijn werd gevangengenomen. Nu zagen de Seltsjoeken hun kans schoon en ze veroverden het noorden van het graafschap; Edessa zelf echter werd dapper verdedigd door de regent Richard van Salerno. Boudewijn II werd uiteindelijk, in 1108 bevrijd.
Nadat Boudewijn in 1118 koning van Jeruzalem geworden was, vertrouwde hij het graafschap eerst toe aan een van zijn beide neven, Walram van Le Puiset, en vervolgens aan Josselin van Courtenay, met wie hij zich intussen had verzoend.
Het graafschap bestond op dat moment uit enkele onneembare steden op de oostelijke oever van de Eufraat, omringd door een ontvolkt platteland dat werd beheerst door rondtrekkende Seltsjoeken, en de welvarende streek van Turbessel, op de westelijke oever. In 1113 nam Boudewijn Turbessel in, verdreef zijn leenman Josselin van Courtenay en plaatste de stad direct onder zijn gezag.
Josselin I werd in 1123 gevangengenomen door Balak, heerser over het naburige Mardin, en opgesloten in de citadel van Karputh. Daarop drongen 50 als handelaars vermomde Armeniërs de vesting binnen waar hij werd vastgehouden, en bevrijdden de graaf, ook al lieten de meesten onder hen daarbij zelf het leven. Josselin sloeg daarna hard terug en vergrootte daarbij nog zijn graafschap; hij bereikte zelfs de Tigris ten noorden van Mosoel. Maar nog vóór hij die laatste stad kon innemen, overleed hij in 1131.

### Verovering 1144 atabeg zengi
Zijn zoon Josselin II van Courtenay vernietigde het werk van zijn voorgangers. Bij gelegenheid plunderend, en zich bemoeiend met de theologische twisten binnen de Syrische Kerk, verbleef hij meestal te Turbessel. Toen de atabeg Zengi in 1144 het beleg voor Edessa sloeg, had deze dan ook geen enkele moeite om de stad te veroveren op het veel te zwakke garnizoen. Profiterend van Zenghi's dood, kwam de bevolking op 27 oktober 1146 in opstand, en zo kon Josselin II toch nog naar de hoofdstad terugkeren. Niet voor lang echter, want Zenghi's opvolger Nur ad-Din kwam de stad heroveren; Josselin moest vluchten, de Armeense bevolking van de stad werd over de kling gejaagd en de Syriërs verdreven. Turbessel viel in 1149, meteen het einde van het hele graafschap.